# Ayapanopsis
Ayapanopsis là một chi thực vật có hoa trong họ Cúc (Asteraceae).

## Loài
Chi Ayapanopsis gồm các loài: